# Trung kỳ Trung Cổ

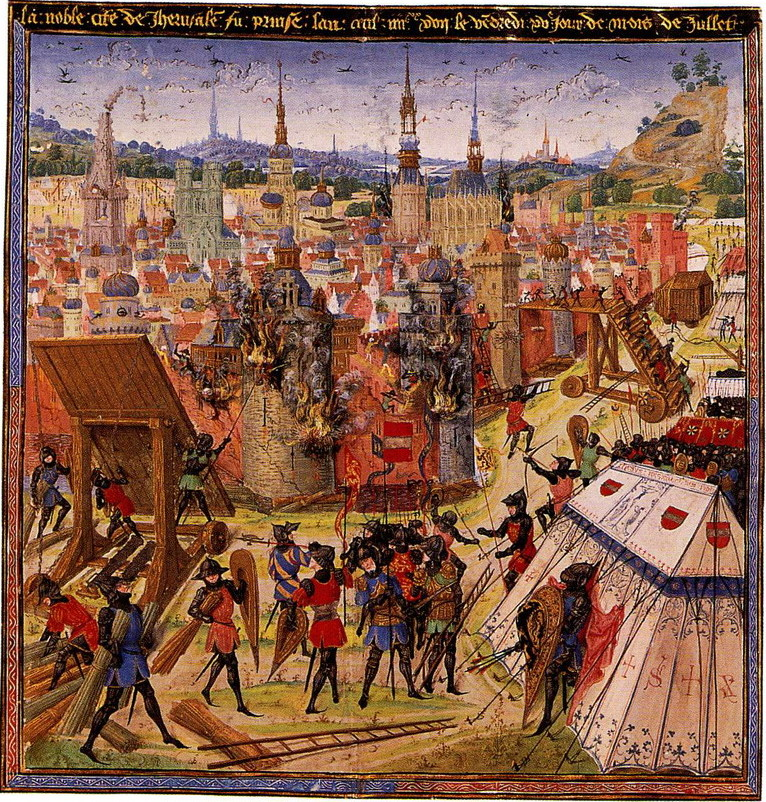
Các chiến binh Công giáo chiếm đóng Jerusalem trong cuộc Thập tự chinh thứ nhất.

Giai đoạn giữa Trung Cổ là một thời kỳ lịch sử ở châu Âu kéo dài trong ba thế kỷ 11, 12, và 13. Trước nó là giai đoạn đầu Trung Cổ và sau nó là giai đoạn cuối Trung Cổ (kết thúc khoảng năm 1500). Xu hướng chủ đạo trong giai đoạn giữa Trung Cổ là sự gia tăng dân số của châu Âu, qua đó mang lại những sự thay đổi lớn lao về mặt chính trị - xã hội so với trước đó. Tới năm 1250, dân số tăng mạnh đã thúc đẩy nền kinh tế, đạt đến những mức độ không thể đạt được mãi tới thế kỷ 19. Sự tăng dân số này sau đó bị kìm hãm lại trong giai đoạn cuối Trung Cổ do hậu quả của nhiều trận dịch bệnh, chiến tranh và kinh tế sút kém.
Từ sau năm 1000, những cuộc xâm lược của các man tộc đi đến chỗ kết thúc và Tây Âu trở nên bình ổn hơn về mặt chính trị. Người Viking, từng một thời hùng bá trên biển, giờ đây định cư ở đảo Anh, Pháp và các nơi khác, trong khi ở quê nhà Scandinavia của họ thì các vương quốc Công giáo cũng đang dần hình thành. Những cuộc chinh phạt của người Magyar cũng chấm dứt vào thế kỷ 10, vào năm 1000 thì vương quốc Hungary đã được công nhận ở Trung Âu. Ngoại lệ duy nhất là cuộc xâm lược thoáng qua của người Mông Cổ.
Trong thế kỷ 11, dân cư ở phía Bắc dãy Alps bắt đầu định cư ở các vùng đất mới, nhiều vùng trong số đó đã bị bỏ hoang kể từ sau thời Đế chế La Mã. Trong cái được gọi là "cuộc khẩn hoang vĩ đại" này, nhiều cánh rừng và đầm lầy ở châu Âu đã được dọn quang để tiến hành trồng trọt. Cùng lúc ấy các khu định cư đã di chuyển từ các biên giới truyền thống của Đế chế Frank tới các biên giới mới ở Đông Âu, vượt qua sông Elbe, mở rộng diện tích nước Đức (Đế chế La Mã thần thánh) lên gấp ba lần.
Nổi bật nhất trong giai đoạn này là các cuộc Thập tự chinh. Dưới sự kêu gọi của Giáo hội, những đội quân từ Tây Âu đã tiến về Trung Đông để giành lại đất thánh Jerusalem, qua đó thành lập nên nhiều vương quốc Thập tự chinh và xung đột với các thế lực Hồi giáo ở đây. Ở châu Âu cũng đã diễn ra những cuộc chiến tranh lớn nhỏ khác nhau, tiêu biểu có quá trình Reconquista ở bán đảo Iberia, cuộc chinh phục Nam Italy và Anh của người Norman, và cuộc xâm chiếm vùng Baltic.
Giai đoạn giữa Trung Cổ cũng đưa tới các công trình nghệ thuật, khoa học và tôn giáo. Sự tái khám phá các nghiên cứu của Aristotle đã giúp Thomas Aquinas và một số người khác phát triển nền triết học kinh viện. Nhiều kiến trúc Gothic đáng chú ý cũng được tạo ra trong thời kỳ này.

## Các sự kiện lịch sử và chính trị

### Anh

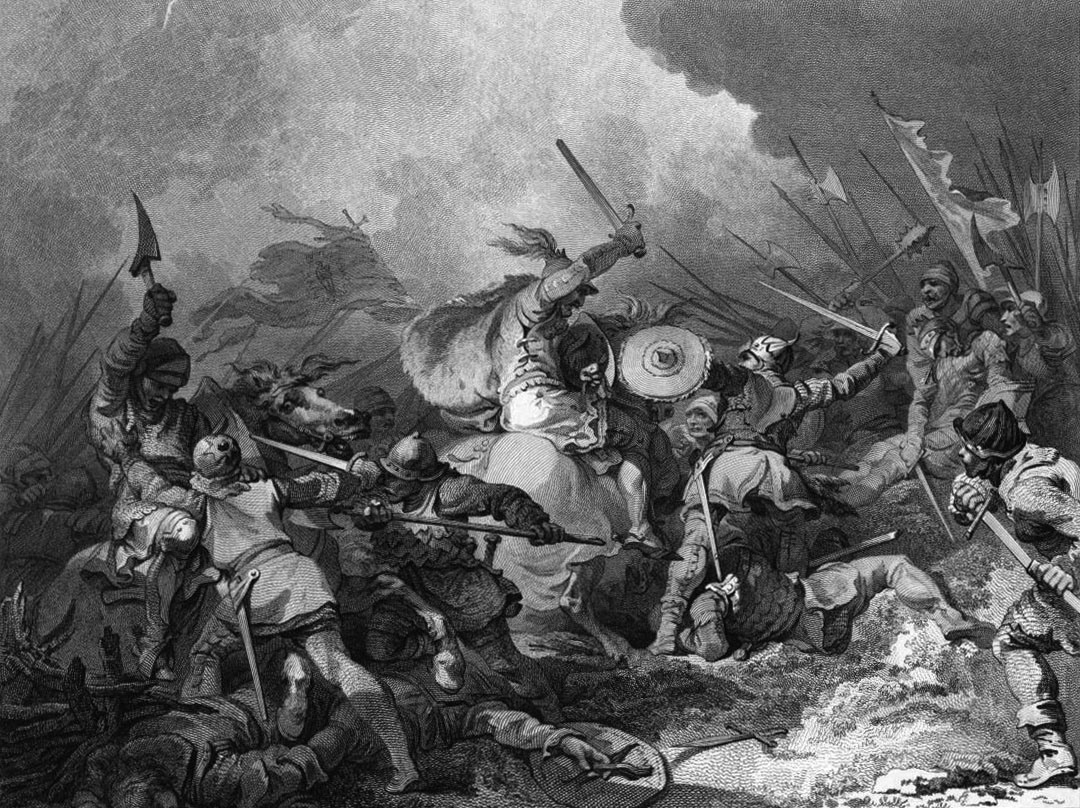
Trận Hastings qua minh họa của Philip James de Loutherbourg. Trận chiến diễn ra vào ngày 14 tháng 10 năm 1066. Quân đội Anh đại bại và bản thân vua Harold II cũng tử trận tại đây. Công tước William của Normandy sau đó trở thành vua Anh.

Một làn sóng tấn công mới của những người Scandinavia vào cuối thế kỷ 10 đã dẫn tới việc nước Anh bị chinh phục bởi vua Sweyn Forkbeard vào năm 1013. Sau khi vua Sweyn Forkbeard qua đời, con ông là Canute Đại đế đã cai trị một quốc gia rộng lớn bao gồm Anh, Đan Mạch và Na Uy. Mặc dù vậy, vương triều của những người Anglo-Saxon được phục hồi lại trong một thời gian ngắn với sự lên ngôi của vua Edward Người xưng tội vào năm 1042. Ông cũng được xem là vị vua chính thống cuối cùng của triều đại Wessex.
Vào năm 1066, do Quốc vương Edward qua đời mà không có người nối dõi, cuộc chiến giành ngôi diễn ra giữa ba người là vua Harold II (đứng đầu giai cấp quý tộc Anh lúc đó), Công tước William xứ Normandy (còn gọi là William I của Anh hay William Kẻ chinh phục) và Harald III của Na Uy. Quân Viking của Harald III bị quân Anh của vua Harold II đánh bại trong trận chiến Stamford Bridge vào ngày 25 tháng 9 năm 1066 (đây cũng được xem là kết thúc của thời đại Viking). Mặc dù đẩy lui được địch nhưng bản thân quân đội Anh của vua Harold II cũng bị tổn thất không ít. Lợi dụng tình thế, Công tước William vượt biển đổ bộ lên nước Anh. Ông giành thắng lợi trong trận Hastings nổi tiếng vào ngày 14 tháng 10 năm 1066 rồi sau đó chinh phục hoàn toàn nước Anh. Cuộc chinh phục của Quốc vương William I đã loại bỏ hoàn toàn giới quý tộc bản xứ ở Anh lúc bấy giờ và thay bằng một tầng lớp quý tộc mới nói tiếng Pháp, qua đó đưa đến tầm ảnh hưởng đáng kể của tiếng Pháp lên tiếng Anh về sau này. Các xứ Scotland và Wales cũng đều trở thành chư hầu của Anh, tuy nhiên sau đó Scotland giành lại được độc lập. Tới thời con trai của vua William I là vua Henry I, ông đã lập ra Bộ tài chính Anh (Exchequer).
Tới thế kỷ 12, vương triều Plantagenet (có xuất xứ từ Anjou, Pháp) lên thay thế những người Norman để cai trị nước Anh. Trước khi lên ngôi ở Anh vào năm 1154, vị vua đầu tiên của triều Plantagenet là Henry II đã được thừa hưởng vùng Normandy từ mẹ mình là Nữ hoàng Mathilda và vùng Anjou từ cha mình là Geoffrey xứ Anjou. Vào năm 1152, ông cưới Eleanor xứ Aquitaine, từng là Hoàng hậu Pháp và lúc đó đang thống trị Tây Nam nước Pháp. Sau khi đánh dẹp cuộc nổi loạn của Hoàng hậu Eleanor và các con trai vào năm 1173-1174, Quốc vương Henry II buộc Brittany phải trở thành chư hầu cho mình, qua đó tự mình cai quản luôn nửa tây của nước Pháp. Thế lực của ông trên đất Pháp khi đó còn hùng mạnh hơn chính vua Pháp. Đất nước của vua Henry II sau đó được các nhà sử học gọi là Đế chế Angevin, mặc dù thuật ngữ này còn nhiều tranh cãi.

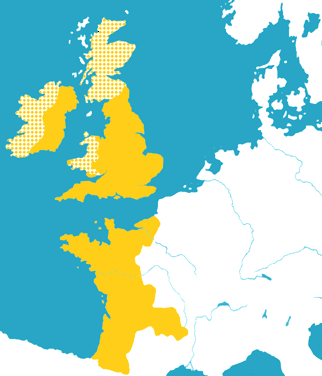
Sự mở rộng của Đế chế Angevin vào 1172. Vùng màu vàng là lãnh thổ chính thức. Vùng chấm vàng là chư hầu.

Tất nhiên là sự hiện diện quá lớn của Quốc vương Henry II đã đưa tới những mâu thuẫn với các thế lực ở Pháp. Sau nhiều cuộc chiến tranh liên miên, ông qua đời vào năm 1189. Vị vua kế tiếp của Anh là Richard I, thường được biết tới như là Richard Sư Tử Tâm (Richard the Lionheart) do sự quả cảm trên chiến trận của ông. Quốc vương Richard I là người đặc biệt hăng hái và ông đã dành nhiều thời gian để theo đuổi cuộc Thập tự chinh thứ ba, nhưng không tái chiếm được Jerusalem từ tay vua Saladin xứ Ai Cập. Tới lượt vua John lên ngôi vào năm 1199. Quốc vương John bất tài nên quân Anh liên tục bại trận và cuối cùng đánh mất gần hết đất đai ở lục địa (bao gồm cả Normandy, vốn được xem là gốc rễ của giới quý tộc Anh). Nước Anh chỉ còn giữ được duy nhất vùng Gascony trên đất Pháp. Đế chế Angevin xem như chấm dứt ở đây, mặc dù Vương triều Plantagenet vẫn còn cai trị ở Anh Quốc nhiều thế kỷ sau đó. Vào năm 1215, vua John phải ký kết bản hiến chương Magna Carta với giới quý tộc, qua đó giới hạn lại quyền hạn của các vua Anh và mở đường cho sự thành lập Quốc hội của vương quốc Anh vào năm 1241.

### Scandinavia
Từ giữa thế kỷ 10 đến giữa thế kỷ 11, các vương quốc Scandinavia lần lượt được thành lập và Kitô hóa, dẫn đến sự chấm dứt các cuộc cướp phá của người Viking và qua đó thì khu vực Bắc Âu cũng tham gia nhiều hơn vào chính trị châu Âu. Quốc vương Canute Đại Đế của Đan Mạch thống trị cả Anh và Na Uy trong triều đại của mình. Sau khi vua Canute qua đời vào năm 1035, Anh và Na Uy giành lại độc lập, và với thất bại của Quốc vương Valdemar II vào năm 1227, địa vị thống trị của Đan Mạch trong vùng cũng đi đến chỗ kết thúc.
Cùng lúc đó, Na Uy mở rộng quyền kiểm soát trên Đại Tây Dương, trải dài từ Greenland đến đảo Man, trong khi Thụy Điển, dưới thời Birger Jarl, bắt đầu hùng cứ ở biển Baltic. Những cuộc nội chiến cũng diễn ra ở Na Uy từ năm 1130 đến 1240. Quốc vương Haakon Haakonsson là vị vua đã giành chiến thắng cuối cùng và đưa vương quốc Na Uy đạt tới thời hoàng kim trong suốt triều đại của ông. Mặc dù vậy thì tầm ảnh hưởng của Na Uy sau đó đã bị suy giảm, đánh dấu bằng Hiệp ước Perth vào năm 1266 (phải buông bỏ Hebrides và đảo Man về tay Scotland). Bên cạnh đó, hiệp ước Lödöse vào năm 1249 cũng đã kết thúc những sự đối đầu giữa Na Uy và Thụy Điển.

### Pháp

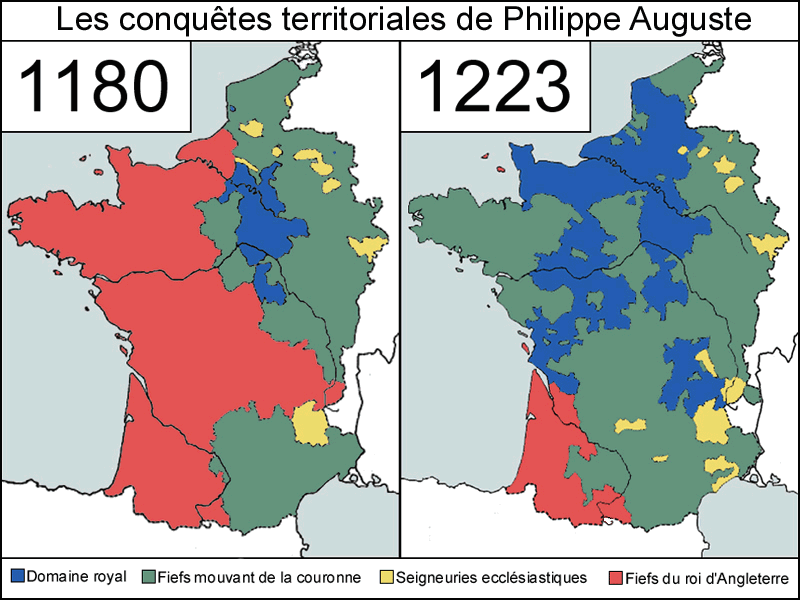
Sự mở rộng của Pháp dưới thời Philip II (1180-1223)
----
Lãnh địa của hoàng gia
Các vùng thần phục triều Capetian
Các vùng thần phục triều Plantagenet
Các vùng thuộc về Giáo hội

Sau hiệp ước Verdun vào năm 843, phần phía tây của Đế chế Frank dần phát triển thành nước Pháp, mặc dù biên giới của nó không tương xứng với ngày nay. Vào năm 987, khi Hugh Capet lên ngôi, triều đại Carolingian ở Pháp đã chính thức bị thay thế bởi triều Capetian. Từ đó, vương triều Capetian (987-1328) cùng hai chi của nó là dòng Valois và dòng Bourbon đã cai trị nước Pháp trong hơn 800 năm.
Khởi đầu, lãnh thổ mà nhà Capet thực sự cai trị được là khá nhỏ bé, chỉ nằm ở trung lưu sông Seine và các vùng lân cận. Mặc dù trên danh nghĩa là chư hầu của vua Pháp nhưng các lãnh chúa lớn đều hùng cứ tại vùng đất của mình, đưa đến tình trạng chế độ phong kiến phân quyền. Vào thế kỷ 12 thì hoàng tộc Plantagenet xâm nhập sâu vào đất Pháp. Sau khi lên ngôi, vua Philip II của Pháp đã tập trung vào việc đẩy lui Henry II và các con trai của ông ta. Philip II cũng tham gia Thập tự chinh cùng Richard I của Anh, nhưng ông đã quay về giữa chừng để thực hiện những kế hoạch thiết thực hơn. Lợi dụng sự vắng mặt của vị vua mạnh mẽ Richard I, Philip II đã đánh chiếm được nhiều đất đai từ tay người Anh. Cuối cùng thì với thắng lợi trong trận Bouvines (1214) trước vua John, ông đã lấy lại được Brittany và Normandy, qua đó loại bỏ hầu như toàn bộ thế lực của Anh ở Pháp.
Trong thế kỷ 13, tiếp đà thắng lợi, các vua Pháp tiến hành mở rộng ảnh hưởng của mình xuống phía Nam, bao gồm cả vùng Languedoc rộng lớn. Louis IX (1226-1270) đã thực hiện một loạt cải cách về hành chính, luật pháp, quân sự, và tài chính để xây dựng chế độ tập quyền trung ương. Với những thành công của mình thì Louis IX được phong là Thánh Louis, và ông cũng là vị vua Pháp duy nhất được phong thánh. Tới thời Philip IV thì ông sáp nhập thêm Navarre và Champagne nhờ hôn nhân với Joan I xứ Navarre, nhưng vẫn chưa thu phục được vùng Flanders dù đã bỏ nhiều công sức.
Nhìn chung thì quá trình thống nhất nước Pháp đã diễn ra mạnh mẽ trong giai đoạn giữa Trung Cổ, tuy nhiên phải chờ đến sau Chiến tranh Trăm Năm thì nó mới thật sự hoàn tất.

### Đế chế La Mã thần thánh

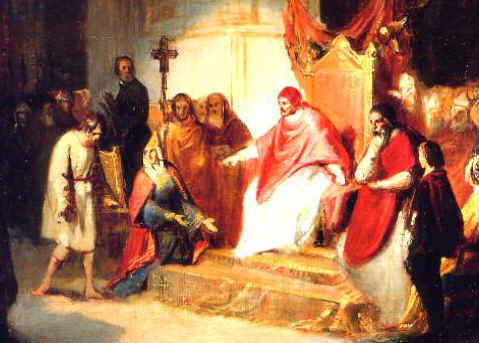
Henry IV và giáo hoàng Gregory VII tại sự kiện Canossa (1077). Cuối cùng thì sự khai trừ giáo tịch của Henry IV đã được chấm dứt.

Phần đông của Đế chế Frank trở thành Đế chế La Mã thần thánh, tiền thân của nước Đức và Áo sau này. Hình thức tồn tại của Đế chế La Mã thần thánh là bao gồm nhiều công quốc lớn nhỏ khác nhau, được cai trị bởi các công tước, bá tước, v.v... Những nhà quý tộc này có quyền tự chủ và họ thường phát triển quân đội để hùng cứ tại lãnh địa của mình. Hoàng đế chung của Đế chế được bầu lên bởi một số nhà quý tộc và tăng lữ. Trong thời chiến, hoàng đế có quyền kêu gọi các lãnh chúa tham gia, nhưng họ có thể lựa chọn theo phe của hoàng đế hoặc không. Như vậy, quyền lực cai trị thực sự vừa nằm trong tay của hoàng đế, vừa nằm trong tay của các lãnh chúa. Khác biệt lớn nhất với các quốc gia đương thời là ở chỗ, vì những lý do vẫn còn đang gây tranh cãi, Đế chế La Mã thần thánh không bao giờ phát triển được thành một quốc gia dân tộc thống nhất như Pháp hay Anh.
Otto I (còn gọi là Otto Đại đế, ở ngôi từ 936-973) được xem là vị vua đầu tiên của Đế chế La Mã thần thánh. Từ sau năm 1000, Đế chế tiến mạnh về phía đông, định cư tại nhiều vùng lãnh thổ của người Slav ở bờ đông sông Elbe, bao gồm Bohemia, Silesia, Pomerania, và Livonia. Từ năm 1096 đến 1291 cũng là thời đại của các cuộc Thập tự chinh, có nhiều hội hiệp sĩ tôn giáo được ra đời trong thời kỳ này, bao gồm hội Hiệp sĩ Teuton, hội Hiệp sĩ Templar, và hội Hiệp sĩ cứu tế.

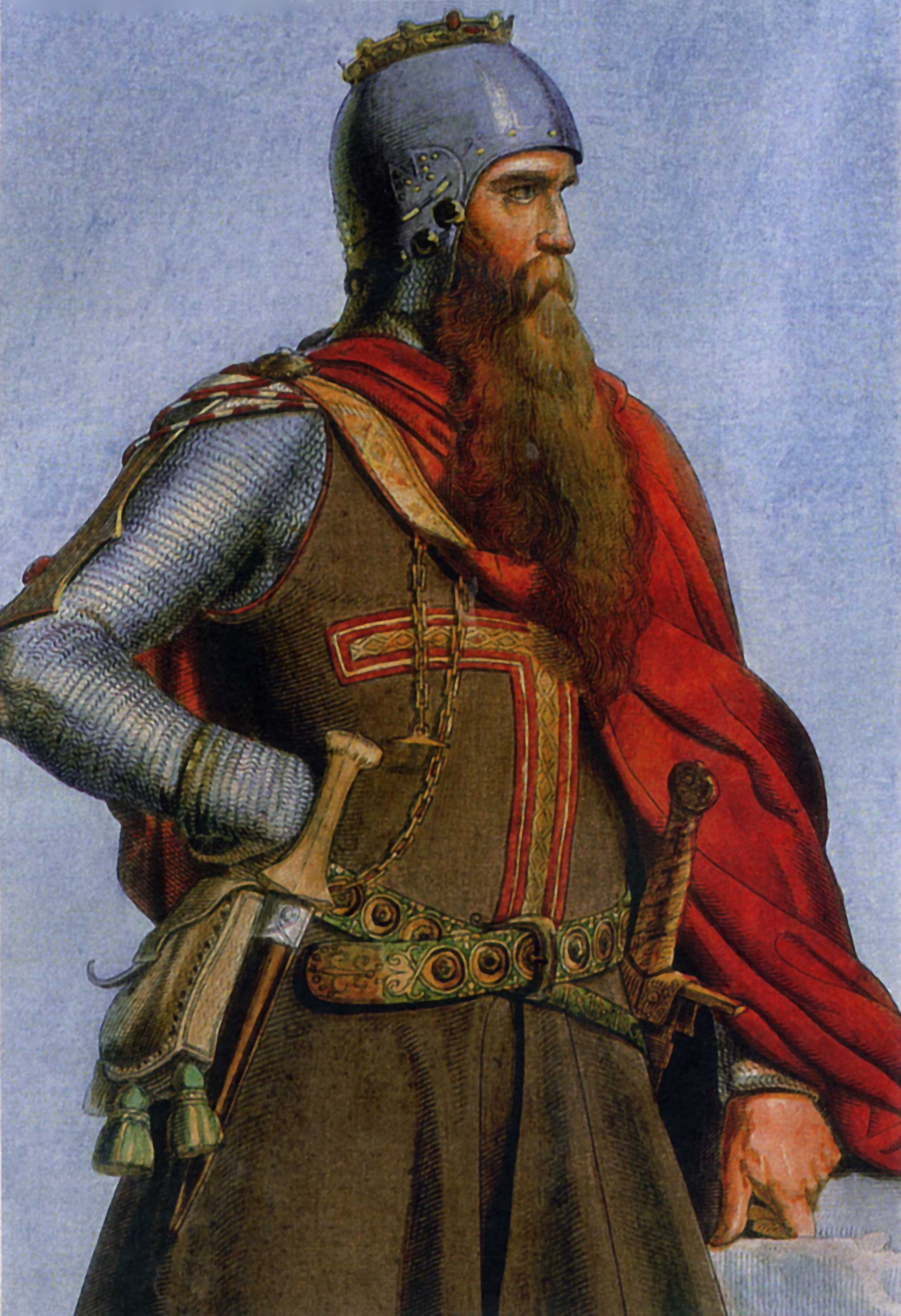
Friedrich I. Barbarossa

Giữa Đế chế La Mã thần thánh và Giáo hoàng luôn có mối quan hệ phức tạp. Các hoàng đế luôn cần đến sự ủng hộ của Giáo hoàng, nhưng lại không muốn thế lực của họ can thiệp quá sâu vào nội bộ của mình. Tiêu biểu cho chuyện này là mâu thuẫn sâu sắc về quyền tấn phong giám mục giữa Henry IV (1084–1106) và giáo hoàng Gregory VII. Cuối cùng thì Henry IV phải nhượng bộ Giáo hoàng trong cuộc gặp mặt ở Canossa.
Frederick Barbarossa (Frederick I) lên ngôi vua Đức vào năm 1152 và nuôi tham vọng khôi phục Đế chế trở lại thời hoàng kim. Barbarossa tiến quân vào Italy trong các năm 1154-1155 và cuối cùng được phong làm Hoàng đế của Đế chế La Mã thần thánh vào năm 1155. Sau đó ông quay về để ổn định tình trạng hỗn loạn trong nước, song song với việc cố gắng duy trì ảnh hưởng ở Italy. Vào năm 1177, Giáo hoàng và hoàng đế đạt được một sự hòa giải ở Venice. Từ năm 1184 đến 1186, Đế chế dưới thời Barbarossa đạt tới đỉnh cao, dù ông vẫn không thể nào thiết lập được chế độ phong kiến tập quyền như mình mong muốn. Cũng chính Frederick Barbarossa đã phát triển thêm ý tưởng "La Mã" và đưa từ "thần thánh" vào tên của Đế chế. Chủ nghĩa hiệp sĩ nở rộ trong triều đình, đưa tới sự phát triển của văn hóa và văn học Đức. Vào năm 1189, Frederick Barbarossa mang một lực lượng to lớn gần 100.000 người đi tham gia cuộc Thập tự chinh thứ ba, nhưng không may ông lại bị tai nạn chết đuối tại sông Saleph, khiến toàn quân tan rã.
Dưới sự bảo trợ của Frederick II (ở ngôi 1220–1250), các hiệp sĩ Teuton đã tiến hành chinh phục đất Phổ và dựng nên nhiều thành phố dọc bờ đông biển Baltic. Một điều trớ trêu là mặc dù được xem là một vị vua lỗi lạc và chính là người giành lại đất thánh Jerusalem trong cuộc Thập tự chinh thứ sáu, Frederick II lại nhiều lần bị khai trừ giáo tịch vì tranh chấp với Giáo hoàng. Từ sau năm 1300 thì Đế chế bắt đầu mất đi nhiều lãnh thổ từ khắp mọi hướng.

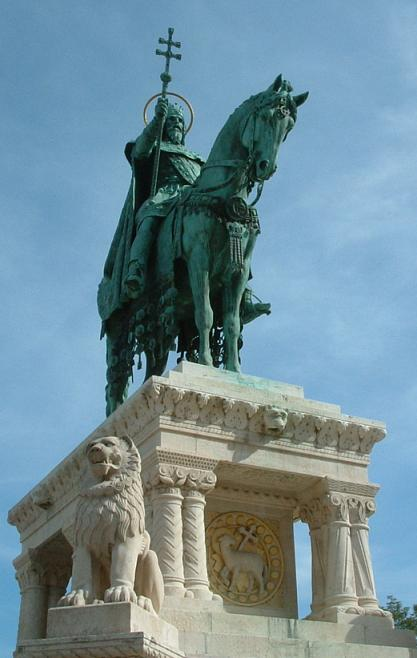
Tượng Thánh Stephen I ở Budapest

### Hungary
Sau một thời gian dài quấy phá châu Âu thì cuối cùng sự định cư của người Magyar (người Hungary) cũng được Giáo hoàng chấp nhận cùng với sự cải đạo, vào năm 1001, Stephen I đã được gia miện thành vua Hungary. Stephen I được các nhà sử học đương thời nhớ đến như là một vị vua rất mộ đạo và giỏi tiếng Latinh (sau này ông được phong thánh). Nhà vua rất nghiêm khắc với thần dân của mình nhưng đối xử tốt với những người ngoại quốc. Ông loại bỏ hết những tàn tích của lối sống bán khai, buộc dân chúng phải theo đạo Thiên chúa, và tổ chức nhà nước theo mô hình đất phong kiểu Đức.
Trong giai đoạn giữa Trung Cổ, vương quốc Hungary vươn lên để trở thành một trong những quốc gia mạnh nhất ở châu Âu. Các vị vua tiếp theo đều giữ mối quan hệ gần gũi với Roma nhưng cũng tỏ ra khoan dung với những người ngoại giáo tìm kiếm nơi trú ẩn, ví dụ như những người Cuman trong thế kỷ 13. Điều này đôi khi làm vài Giáo hoàng khó chịu. Với việc sáp nhập Croatia vài nước nhỏ khác, Hungary có thể xem là một đế chế nhỏ trải rộng ở vùng Balkan và Carpathian. Đây cũng là nước đưa lại nhiều vị thánh và các nhân vật thiêng liêng nhất cho Giáo hội trong thời Trung Cổ.
Về mặt quân sự, vào năm 1051, quân của Đế chế La Mã thần thánh định chinh phục Hungary nhưng bị đánh bại ở núi Vértes và Pozsony vào năm 1052. Tới thời Andrew II (1205-1235), nhà vua đã lãnh đạo cuộc Thập tự chinh thứ năm, nhưng phải trở về vào năm 1218. Trong thế kỷ 13, Hungary chính là nước phải đương đầu với những cuộc xâm lược của người Mông Cổ. Béla IV (1235–79) phải tháo chạy sau thất bại tại trận Mohi, nhưng khi người Mông Cổ lui quân thì ông đã có thời gian chỉnh đốn lực lượng và tái tổ chức đất nước. Quân Mông Cổ trở lại vào năm 1286, tuy nhiên lần này thì các lâu đài bằng đá và những chiến thuật mới của người Hungary đã chặn được họ. Ladislaus IV đã đánh bại quân Mông Cổ xâm lược tại một địa điểm gần Pest.

### Bán đảo Iberia
"Reconquista" là một thuật ngữ trong tiếng Tây Ban Nha và Bồ Đào Nha, chỉ việc các vương quốc Công giáo tái chinh phục bán đảo Iberia khỏi tay người Hồi giáo. Trong giai đoạn đầu Trung Cổ, từ sau năm 711 thì phần lớn nơi đây đã rơi vào tay người Moor. Công cuộc Reconquista đã được tiến hành ngay từ thời đó, với việc các chiến binh Công giáo từ nhiều nơi ở châu Âu tới đây để chiến đấu. Sau này thì Reconquista tiếp nhận thêm những ý tưởng của Thập tự chinh.
Reconquista là một quá trình phức tạp khi hai phe Công giáo và Hồi giáo giằng co với nhau trong hàng thế kỷ. Ngay trong nội bộ của cả hai bên cũng có những chia rẽ, và chuyện họ vượt qua ranh giới tín ngưỡng để liên minh với một thế lực nào đó thuộc phe kia cũng là chuyện thường xảy ra. Bên cạnh đó là lực lượng lính đánh thuê đông đảo sẵn sàng phục vụ cho bất kỳ ai chịu trả một cái giá hợp lý. Không chỉ có những cuộc chiến tranh, Reconquista còn là một quá trình tái phục hồi dân số và xây dựng các thành thị.
Trong giai đoạn giữa Trung Cổ, trên bán đảo Iberia nổi lên nhiều vương quốc Công giáo như Aragon, Asturias, xứ Basque, Castile, Catalonia, León, Navarre. Về phía Hồi giáo, vương triều Almoravids (chủ yếu gồm người châu Phi và người Berber) ở Bắc Phi đã tiến vào bán đảo Iberia trong cuối thế kỷ 11, hất cẳng những vị hoàng tử của triều đại cũ Al-Andalus và đánh bại vua Alfonso tại trận Sagrajas vào năm 1086. Những chiến dịch của họ đã tạm thời ngăn cản được sự bành trướng xuống phía nam của người Công giáo. Tới thế kỷ 12 thì triều Almohad lên cai trị.
Vào năm 1212, tại trận Las Navas de Tolosa, liên quân bốn nước Công giáo là Castile, Aragon, Navarre và Bồ Đào Nha đã đánh tan quân đội của Hồi giáo, từ đó mở ra bước ngoặt cho quá trình Reconquista. Các vương quốc Công giáo sau đó liên tiếp giành thắng lợi. Tới giữa thế kỷ 13 thì chỉ còn Granada là vương quốc Hồi giáo duy nhất vẫn trụ lại ở Tây Ban Nha, và phải trở thành chư hầu của Castile. Mãi tới năm 1492 thì vương quốc này mới bị chinh phục nốt.

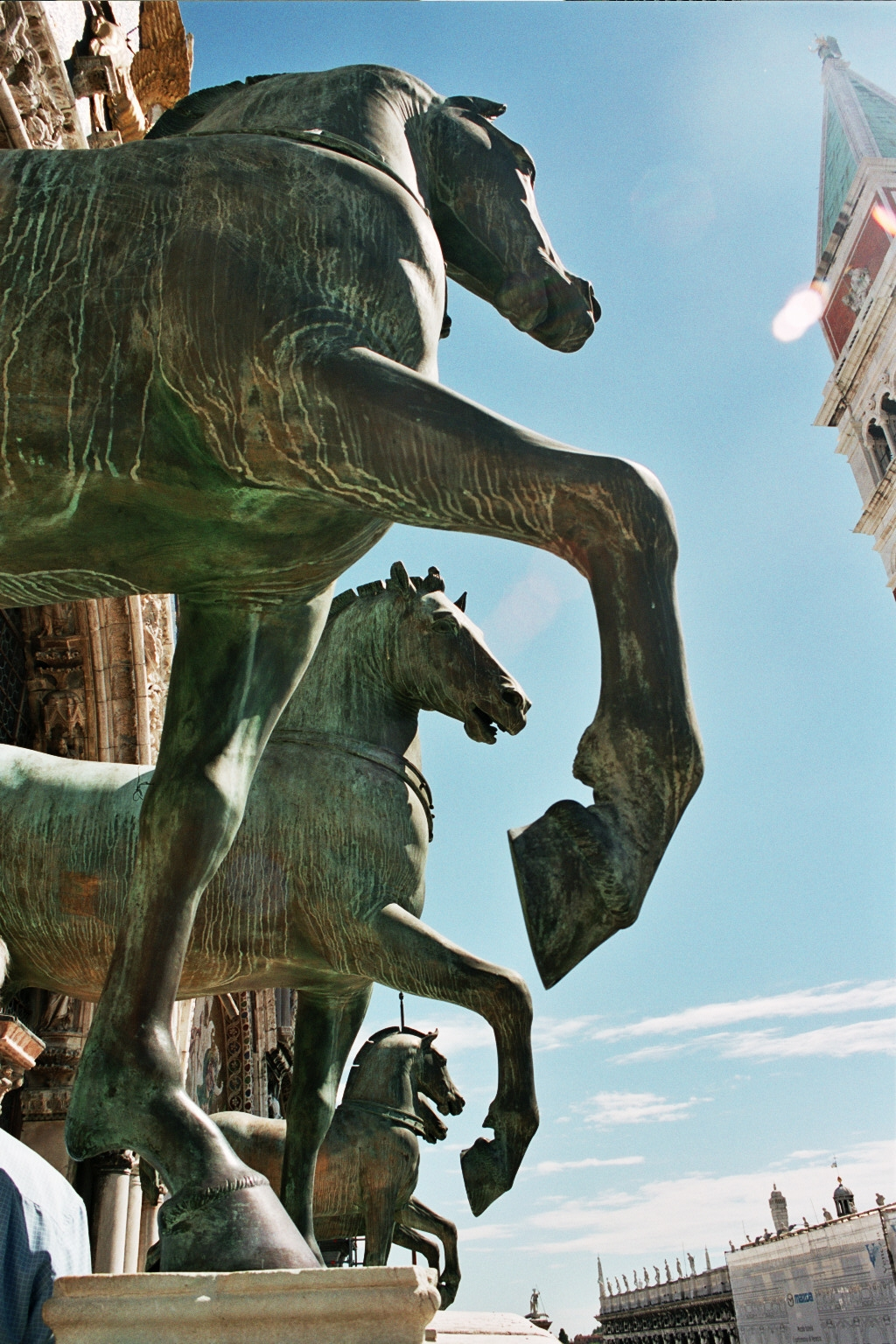
Horses of Saint Mark là một bản phục chế của Triumphal Quadriga (Venice lấy được từ Byzantine vào năm 1204).

### Italy
Miền Bắc của Italy bước vào thời kỳ giữa Trung Cổ nằm dưới sự cai quản của Giáo hoàng và các tiểu quốc chư hầu của Đế chế La Mã thần thánh. Ở miền Nam, trong thế kỷ 10 chứng kiến sự hồi phục quyền lực của Đế chế Byzantine. Phần còn lại là của người Hồi giáo (đảo Sicilia), những vị vua Lombard, và các thành phố địa phương.
Tới thế kỷ 11, người Norman xâm nhập vào miền Nam Italy và đánh chiếm tất cả lãnh thổ của các thế lực cát cứ ở đây. Khác với cuộc chinh phục đảo Anh diễn ra chỉ với duy nhất một trận chiến lớn, cuộc chinh phục lần này của người Norman diễn ra trong vài thập niên với nhiều trận đánh lẻ tẻ. Tức giận vì bị lấy mất những vùng từng thuộc về mình trong một thời gian dài, Đế chế Byzantine đem quân tấn công vào năm 1155, nhưng không thành công. Từ năm 1158 trở đi, họ chấp nhận buông bỏ miền Nam Italy.
Thế kỷ 11 cũng đánh dấu sự chấm dứt của một thời đại đen tối. Giao thương buôn bán dần phát triển, đặc biệt là trên biển, nơi mà bốn thành phố Amalfi, Pisa, Genoa và Venice vươn lên thành những thế lực mới. Giáo hoàng cũng phục hồi quyền lực và bắt đầu một cuộc tranh đấu phức tạp và kéo dài với các Hoàng đế của Đế chế La Mã thần thánh.
Trong thế kỷ 12, các thành phố chư hầu của Đế chế La Mã thần thánh đã thành công trong cuộc đấu tranh giành quyền tự trị. Họ cùng nhau thành lập nên liên minh Lombard mỗi khi muốn ngăn chặn tầm ảnh hưởng của Đế chế. Các hoàng đế Frederick Barbarossa và Frederick II đều từng bị liên minh Lombard cầm chân.
Các thành phố tiêu biểu ở Bắc Italy gồm Venice, Milan, Florence, Lucca, Pisa, Siena, Genoa, và Cremona. Về mặt kinh tế, các thành phố này là những trung tâm thương nghiệp của châu Âu do nằm ở vị trí thuận lợi. Về mặt quân sự, các thành phố này đều tự xây dựng quân đội hùng mạnh từ rất sớm, và trong cuộc Thập tự chinh thứ tư (1204), Venice đã chinh phục một phần tư Đế chế Byzantine (bao gồm cả Constantinopolis). Đây cũng được xem là những vùng có trình độ học vấn và nghệ thuật cao. Thể chế các thành phố độc lập tồn tại ở miền Bắc Italy mãi tới thế kỷ 19.

### Đông Âu

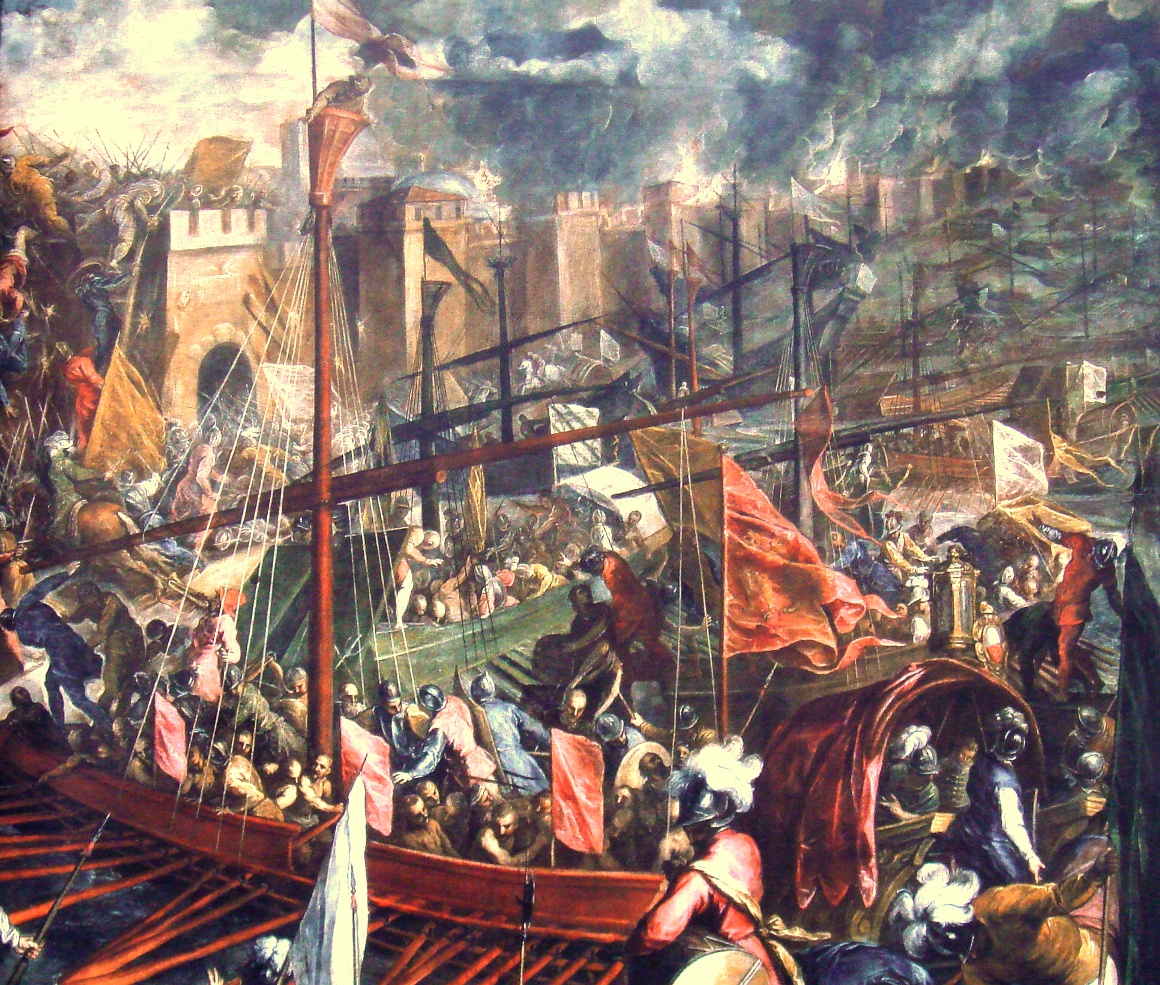
Hình minh họa cuộc chiếm đóng Constantinople bởi quân Thập tự chinh vào năm 1204.

Thời hoàng kim của Đế chế Byzantine kết thúc vào đầu thế kỷ 11 khi nó phải đối mặt với kẻ thù từ mọi hướng. Các tỉnh Byzantine ở Nam Italy bị người Norman dần dần đoạt mất. Mâu thuẫn với Rome lên cao, dẫn đến cuộc ly giáo Đông - Tây (1054), từ đó ở phía Tây gọi là giáo hội Công giáo Rôma, còn ở phía Đông là giáo hội Chính thống theo Chính thống giáo Đông phương. Tầm ảnh hưởng của Byzantine ở các thành phố bờ biển tại Dalmatia cũng bị mất về tay vua Krešimir IV của Croatia vào năm 1069. Nhưng chính Tiểu Á mới là nơi mà Đế chế Byzantine phải hứng chịu những thất bại to lớn nhất. Người Thổ Seljug vượt biên giới của Byzantine để xâm nhập vào Armenia trong các năm 1065 và 1067. Để đối phó lại, vào mùa hè năm 1071, hoàng đế Romanos IV thân chinh chỉ huy một chiến dịch quy mô ở phía đông để đẩy lui người Thổ. Nhưng rồi quân Byzantine đại bại trong trận Manzikert và bản thân hoàng đế cũng bị bắt sống. Tới năm 1081 thì người Thổ đã mở rộng quyền kiểm soát ra toàn bộ vùng Anatolia, trải dài từ Bithynia tới Armenia. Thủ đô Nicaea của họ chỉ cách Constantinople 55 dặm.
Các hoàng đế sau đó của Byzantine đã có những cải cách và nỗ lực để gây dựng lại vị thế. Alexios I Komnenos xoay sang cầu viện Giáo hoàng giúp đỡ, và kết quả của chuyện này là cuộc Thập tự chinh thứ nhất. Khi quân đội Công giáo từ phía Tây tiến về Trung Đông thì Alexios I cũng nhân cơ hội này giành lại nhiều thành phố ở Tiểu Á. Các hoàng đế sau đó là John II Komnenos và Manuel I Komnenos đều có những hoạt động tích cực để bình ổn lại Đế chế. Thế kỷ 12 có thể xem là một sự phục hưng mới cho việc giao thương buôn bán, nông nghiệp, và văn hóa của Đế chế Byzantine. Nhưng rồi trong cuộc Thập tự chinh thứ tư, vào năm 1204, quân đội Tây Âu đã trở mặt đánh chiếm Constantinople và cướp phá không thương tiếc. Đó là một đòn quá nặng nề giáng vào Đế chế, mặc dù sau đó tái chiếm được Constantinople nhưng Đế chế Byzantine không bao giờ gượng dậy được nữa.
Giai đoạn giữa Trung Cổ còn chứng kiến cả đỉnh cao và sự suy tàn của nhà nước Kievan Rus' của người Slav, sự xuất hiện của Ba Lan, và sự thành lập Đế chế Bulgaria thứ hai ở vùng Balkan (1158). Sau đó, cuộc xâm lăng của người Mông Cổ trong thế kỷ 13 đã gây ra những ảnh hưởng lớn tới Đông Âu, khi nhiều quốc gia bị xâm lược, cướp phá, hoặc phải trở thành chư hầu.

### Cuộc xâm lược của người Mông Cổ
Năm 1235, đại hãn Oa Khoát Đài của đế quốc Mông Cổ trao quyền cho Bạt Đô để Tây chinh xâm chiếm châu Âu. Vó ngựa quân Mông Cổ tiến như vũ bão vào Kievan Rus'. Sau khi tiêu diệt đại công quốc Vladimir-Suzdal của Yuri II, Bạt Đô cho quân cướp phá 14 thành phố lớn nhỏ của Rus', trong đó có các thành phố lớn như Vladimir, Torzhok, và Kozelsk. Mùa hè năm 1238, quân đội của Bạt Đô tàn phá Krym và sau đó chinh phục Kiev vào năm 1240. Lãnh thổ to lớn của Kievan Rus' bị xé vụn ra trong những cuộc tấn công của Mông Cổ.

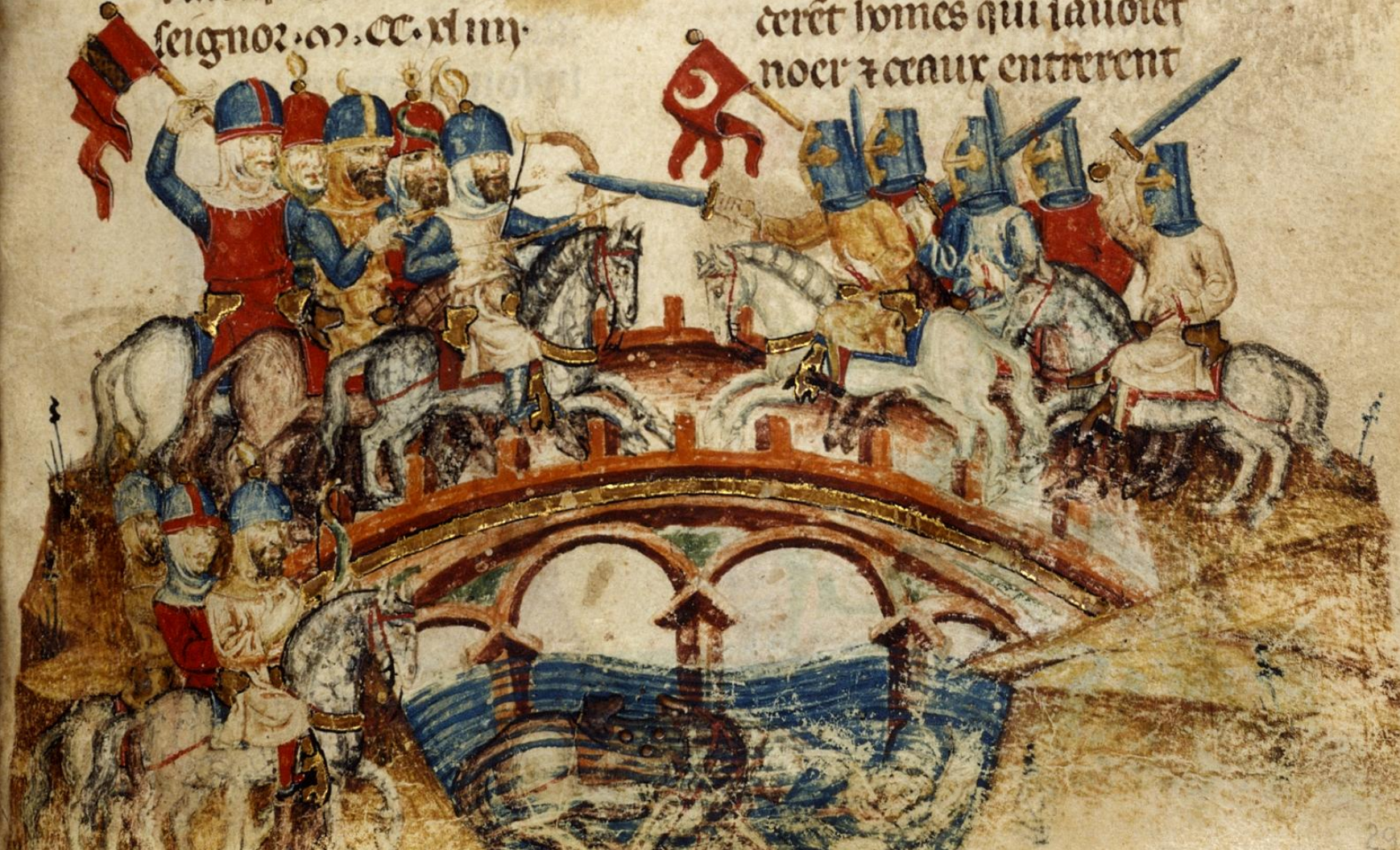
Hình minh họa trận Mohi. Trận chiến diễn ra ở bờ sông Sajó.

Trong các năm 1241-1242, người Mông Cổ tấn công vào Trung Âu theo ba cánh. Một cánh xâm chiếm Ba Lan còn hai cánh còn lại lần lượt vượt dãy Carpathian và ngược dòng sông Danube để cuối cùng hợp quân tấn công Hungary, đối thủ đáng gờm nhất của họ trong lần Tây chinh này. Hơn 200 năm trước, người Hungary cũng đã từng sử dụng nhiều chiến thuật đánh trận tương tự như Mông Cổ, nhưng tới thế kỷ 13 này thì họ đã gần như quên lãng chúng. Để chuẩn bị cho cuộc chiến, vua Béla IV của Hungary kêu gọi được một nhóm viện binh từ Tây Âu và trưng dụng một cánh quân người Cuman, dân tộc rất thông hiểu chiến tranh du mục. Nhưng rồi do mâu thuẫn nội bộ mà tới lúc giao chiến thì chỉ còn một mình quân đội Hungary, và cuối cùng họ đã thất bại trong trận Mohi (11 tháng 4 năm 1241). Người Mông Cổ tràn vào tàn sát dân chúng và phá hủy một nửa vương quốc Hungary.
Lúc này thanh thế của quân Mông Cổ lên rất cao, họ mở rộng sự kiểm soát của mình tới Áo, Dalmatia, Bohemia, và đe dọa cả Đế chế La Mã thần thánh, còn Giáo hoàng Gregory IX thì hô hào tổ chức quân Thập tự để đẩy lui Mông Cổ. Mặc dù vậy, sự kết hợp của nhiều nguyên nhân khác nhau, bao gồm cái chết của Oa Khoát Đài buộc Bạt Đô phải trở về để tranh giành quyền lực, sự hao tổn lực lượng của quân Mông Cổ, cũng như là địa hình chật hẹp, đông dân của Tây Âu, đã khiến người Mông Cổ không tiếp tục tiến tới. Bạt Đô quay về phía đông, đóng tại lưu vực sông Volga và lập nên Kim Trướng hãn quốc (tồn tại từ 1240-1502, bao gồm những vùng ngày nay thuộc Nga, Ukraina, Moldova, Kazakhstan, và Kavkaz). Những nỗ lực xâm lược châu Âu sau đó của Mông Cổ đều không để lại dấu ấn gì đáng kể.
Cuộc xâm lược của Mông Cổ đã làm thay đổi đáng kể cục diện ở Đông Âu. Nó đã góp phần đưa tới sự phân rã của nước Kievan Rus' rộng lớn (những nguyên nhân khác bao gồm các cuộc tranh chấp nội bộ và sự suy yếu của Đế chế Byzantine, đối tác thương mại quan trọng của Kievan Rus'), qua đó người Đông Slav bị chia làm ba quốc gia khác nhau. Các thành phố lớn trước đó như Kiev không bao giờ khôi phục được ánh hào quang của mình, trong khi Moskva lại nhân cơ hội này để trỗi dậy.

## Khí hậu và nông nghiệp
Thời kỳ ấm Trung Cổ là một giai đoạn có khí hậu ấm và dễ chịu ở châu Âu kéo dài trong khoảng 950–1250. Nhờ đó mà nông dân trồng được lúa mì ở tận các vùng phương bắc xa xôi như Scandinavia và trồng nho ở phía bắc nước Anh. Những vụ mùa tốt đẹp đã ngăn được nạn đói kém, qua đó tạo điều kiện để dân số châu Âu tăng nhanh. Dân số tăng nhanh đã đóng góp nhiều vào sự thành lập các thành thị mới và sự phát triển các hoạt động kinh tế trong thời kỳ này. Sản lượng lương thực gia tăng còn là nhờ vào những cải tiến trong phương thức trồng trọt, bao gồm việc dùng cày nặng hơn, dùng ngựa thay cho bò, và một hệ thống luân canh ba mảnh đất. Mảnh đất thứ nhất thường trồng lúa mì, mảnh đất thứ hai trồng các loại cây có khả năng chuyển hóa trực tiếp nitơ như yến mạch hay đậu, còn mảnh đất thứ ba thì được để không. Hệ thống luân canh này giúp có nhiều đất đai được trồng trọt hơn, và quan trọng hơn, nó làm giảm nguy cơ xảy ra nạn đói kém khi có một vụ mùa thất bát.

## Sự trỗi dậy của các hiệp sĩ

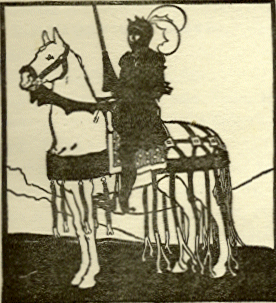
Hình ảnh một hiệp sĩ trên lưng ngựa.

Ở châu Âu, tầng lớp hiệp sĩ được định hình bởi hai yếu tố: chế độ phong kiến và việc chiến đấu trên lưng ngựa. Cả hai điều này đều nổi lên từ thời Charlemagne, mặc dù việc sử dụng kỵ binh đã tồn tại từ trước đó. Khi người Frank mở rộng lãnh thổ, đã có rất nhiều chiến binh cưỡi ngựa theo cùng hoàng đế trong các cuộc chinh phạt. Sau thời Charlemagne, tầng lớp chiến binh này tiếp tục phát triển mạnh mẽ. Các lãnh chúa cần họ để cai trị và chống lại các cuộc tấn công của người Viking, người Hồi giáo và người Magyar.
Những hiệp sĩ trở nên phổ biến ở châu Âu vào thế kỷ 11 và gắn liền với những triều đại phong kiến. Nhiệm vụ chính của một hiệp sĩ là chiến đấu, đặc biệt là dưới hình thức kị binh hạng nặng. Mặc dù trang bị với ngựa và áo giáp là rất đắt, trở thành hiệp sĩ được xem là một cách để những người thuộc tầng lớp thấp kém có thể giành được sự tự do. Khẩu hiệu của những hiệp sĩ rất đơn giản: "Bảo vệ kẻ yếu, kẻ không thể tự bảo vệ mình, và chiến đấu cho sự thịnh vượng chung của mọi người", nhưng thực hiện nó thì không dễ dàng gì. Các hiệp sĩ cũng có những điều luật riêng. Trong chiến tranh, một hiệp sĩ phải dũng cảm trong chiến đấu, không bao giờ tìm cách chạy trốn, trung thành với chủ của mình và với Chúa, sẵn sàng hi sinh bản thân cho những điều tốt đẹp hơn. Một hiệp sĩ phải lịch sự, sẵn sàng tha thứ. Đối với những phụ nữ quý tộc, phải luôn vui vẻ và nhẹ nhàng.
Thời đại Thập tự chinh cũng góp phần vào sự nở rộ của tinh thần hiệp sĩ. Trong thế kỷ 12, có những hội hiệp sĩ được ra đời, ví dụ như hội Hiệp sĩ Templar. Trong thế kỷ 13 ở Đức, hiệp sĩ trở thành một loại danh hiệu thừa kế, mặc dù thuộc hàng thấp nhất trong giới quý tộc. Hiệp sĩ được xem là một nét đặc trưng của châu Âu thời Trung Cổ và còn là nguồn cảm hứng cho nhiều tác phẩm văn học đương thời cũng như sau này.

## Tôn giáo

### Giáo hội
Vào năm 1054, giáo hoàng Leo IX và thượng phụ Michael I rút phép thông công lẫn nhau sau một cuộc tranh chấp kéo dài trong Giáo hội. Cuộc ly giáo Đông - Tây này đã chính thức tách rời Giáo hội ra làm hai nửa: Công giáo ở Tây Âu và Chính thống giáo Đông phương ở phía đông.

### Thập tự chinh

Bản đồ các công quốc do người Công giáo thành lập sau cuộc Thập tự chinh thứ nhất.

Một trong những sự kiện quan trọng nhất của giai đoạn này là các cuộc chiến tranh tôn giáo được biết tới như là các cuộc Thập tự chinh, trong đó những đội quân Công giáo đã chiến đấu để giành lại đất thánh Jerusalem khỏi tay người Hồi giáo. Thập tự chinh đã ảnh hưởng đến toàn bộ mọi tầng lớp xã hội trong giai đoạn giữa Trung Cổ, từ các vị vua chúa thân chinh tham chiến cho đến những nông dân thấp kém nhất mà chủ của họ vắng mặt ở phía đông. Nó cũng đã đem lại cho Tây Âu sự tiếp xúc với nền văn hóa và khoa học kỹ thuật của người Ả Rập, cũng như là tạo điều kiện thúc đẩy những sự buôn bán trao đổi giữa phương Đông và phương Tây. Có nhiều hội hiệp sĩ tôn giáo được ra đời trong thời kỳ này, bao gồm hội Hiệp sĩ Teuton, hội Hiệp sĩ Templar, và hội Hiệp sĩ cứu tế. Đỉnh cao của Thập tự chinh là thế kỷ 12 khi nhiều vương quốc Công giáo của những người đi Thập tự chinh được thành lập ở Trung Đông.
Phong trào Thập tự chinh bắt đầu từ cuối thế kỷ 11. Do áp lực từ người Thổ, Đế chế Byzantine xoay sang cầu viện Giáo hoàng giúp đỡ. Tháng 9 năm 1095, Giáo hoàng Urban II đã có một bài thuyết giảng tại Clermont để kêu gọi tổ chức viễn chinh đoạt lại Đất Thánh. Ông công kích người Hồi giáo, hứa hẹn về sự cứu rỗi cho những người đi viễn chinh, và quan trọng hơn, ca ngợi về sự trù phú ở phương đông. Bị kích động bởi những lời của Giáo hoàng, một đám dân nghèo đông đảo nhưng ô hợp đã ngay lập tức lên đường, kết quả là bị đánh tan. Mãi tới năm 1096 thì một đội quân thực sự ở Tây Âu do các nhà quý tộc lãnh đạo mới chính thức xuất phát. Kết quả của cuộc Thập tự chinh thứ nhất này là đánh chiếm được Jerusalem và lập ra một loạt những công quốc Thập tự quân như Edessa, Antioch, Tripoli. Do sự chia rẽ nội bộ mà sự kháng cự của người Hồi giáo trong giai đoạn này là tương đối ít ỏi.
Vào cuối thế kỷ 12, vị vua vĩ đại của người Hồi giáo là Saladin lên ngôi và quyết tâm đẩy lui quân Thập tự. Ông liên tiếp đánh chiếm nhiều công quốc Công giáo rồi đánh bại quân Thập tự trong trận Hattin (1187), một trận đánh có ý nghĩa quyết định đến cục diện. Sau đó ông tái chiếm Jerusalem vào ngày 2 tháng 10 năm 1187, sau gần một thế kỷ nơi đây nằm trong tay người Công giáo. Khi tin tức thất trận lan về, ba vị vua hùng mạnh nhất của Tây Âu lúc bấy giờ là Richard I của Anh (Richard Sư Tử Tâm), Philip II của Pháp và Frederick Barbarossa của Đế chế La Mã thần thánh đã cùng nhau tiến hành cuộc Thập tự chinh thứ ba với thanh thế to lớn, nhưng cuối cùng kết thúc trong bế tắc. Vua Richard I phải ký hòa ước với Vua Saladin vào ngày 2 tháng 9 năm 1192.
Các nỗ lực Thập tự chinh sau đó đều không khôi phục được vị thế như trước, ngoại trừ một lần vào năm 1229, Hoàng đế Frederick II đã dùng biện pháp ngoại giao để kiểm soát được Jerusalem trong 10 năm. Trong cuộc Thập tự chinh thứ tư thì thay vì đi tới Trung Đông, quân đội Công giáo đã trở mặt đánh chiếm Constantinople, từ đó làm Đế chế Byzantine suy yếu không sao hồi phục được nữa. Với sự thất thủ của Antioch (1268), Tripoli (1289) và Acre (1291) thì sự thống trị của người Công giáo ở các vùng đất Trung Đông cũng đi đến chỗ kết thúc. Trong thế kỷ 13 và sau đó, ngoài Hồi giáo ra thì khái niệm Thập tự chinh còn được gán cho những cuộc chiến chống lại những người ngoại giáo khác, hoặc chính những người Công giáo.

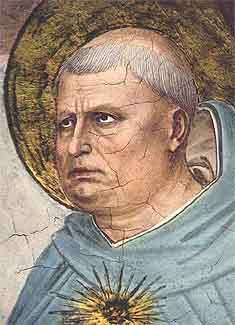
Thánh Thomas Aquinas

### Triết học kinh viện
Triết học kinh viện là hình thức nổi trội của thần học và triết học Tây Âu trong thời Trung cổ, đặc biệt là trong các thế kỷ 12, 13, và 14. Nó vừa là phương pháp vừa là một hệ thống hướng tới việc hòa trộn thần học Ki-tô giáo với triết học Hy Lạp của Aristotle.
Nền triết học và thần học mới này được bắt nguồn từ Anselm xứ Canterbury (1033–1109) với những sự tái khám phá các công trình nghiên cứu của Aristotle. Một số học giả chịu ảnh hưởng sâu sắc của ông là Albertus Magnus, Bonaventure và Abélard. Các học giả này tin vào chủ nghĩa kinh nghiệm và ủng hộ các giáo lý của Giáo hội bằng cách viện dẫn các nghiên cứu cổ xưa và một tập hợp các lý luận. Họ cũng chống lại tính thần bí của Công giáo, những niềm tin vào thuyết nhị nguyên và quan điểm về sự xấu xa vốn có của thế giới. Học giả nổi tiếng nhất trong trường phái này là Thomas Aquinas (về sau được gọi là "Tiến sĩ Hội thánh"). Ông dứt hẳn ra khỏi những quan điểm trước đó và hướng về tư tưởng Aristotle. Aquinas phát triển một hệ thống triết học cho rằng đầu óc con người lúc mới sinh là một tabula rasa (tờ giấy trắng) và được ban tặng khả năng suy nghĩ bởi một sức mạnh thần thánh. Ông cũng xem thần học như là một môn khoa học và tìm cách giải thích rằng mọi sự kiện trong tự nhiên đều có liên quan đến Chúa. Một số học giả đáng chú ý khác là Roscelin, Abélard, và Peter Lombard.

### Thời hoàng kim của hệ thống tu viện
Cuối thế kỷ 11 và đầu thế kỷ 12 là đỉnh cao trong thời hoàng kim của hệ thống tu viện Công giáo (thế kỷ 8 đến 12).
- Tổ chức Benedictine - các thầy tu áo choàng đen
- Tổ chức Cistercian - các thầy tu áo choàng trắng

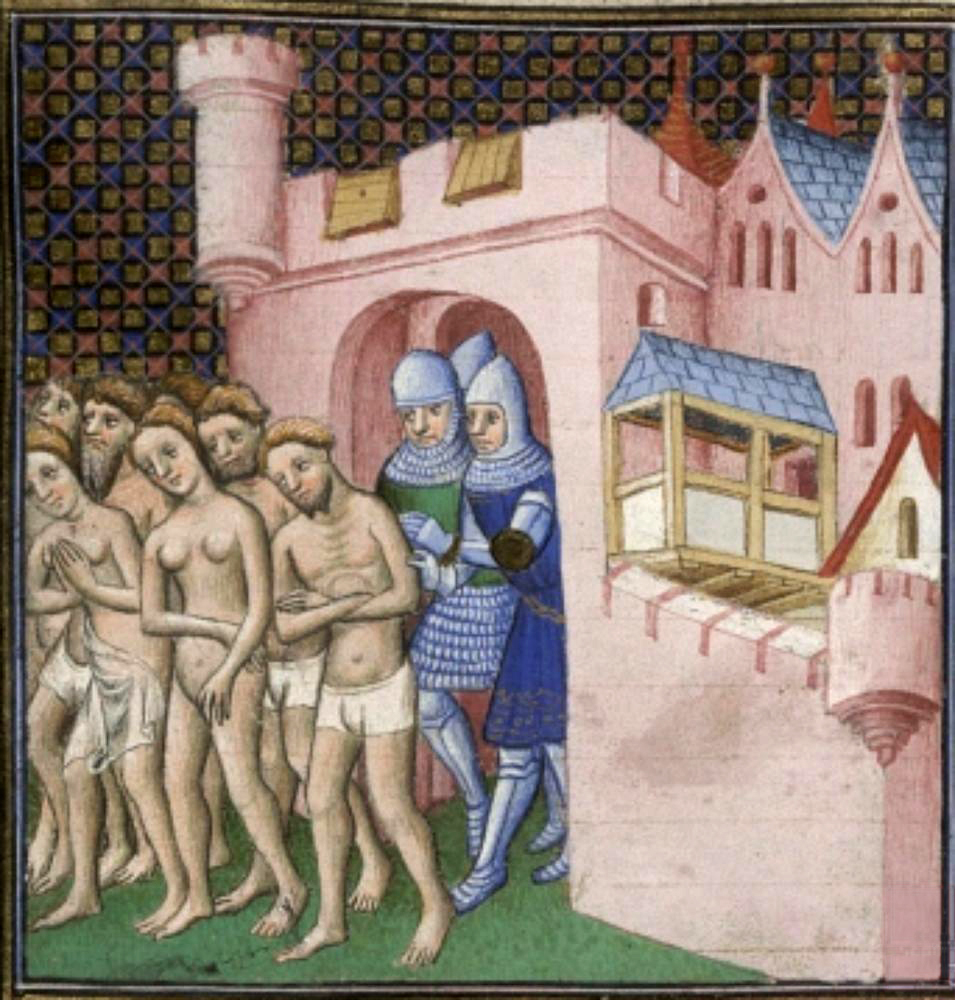
Người dị giáo Cathars bị đuổi khỏi Carcassonne vào năm 1209.

### Các hội thầy tu hành khất
Thế kỷ 13 chứng kiến sự xuất hiện của các hội thầy tu hành khất, tiêu biểu có:
- Franciscans, thành lập năm 1209
- Carmelites, thành lập năm 1206–1214
- Dominicans, thành lập năm 1215
- Augustinians, thành lập năm 1256

### Các tư tưởng Kitô giáo không chính thống
Các tư tưởng Kitô giáo không chính thống đã tồn tại ở châu Âu từ trước thế kỷ 11, nhưng chỉ với số lượng nhỏ hoặc có tính chất địa phương; tuy nhiên từ thế kỷ 11 thì nhiều phong trào như vậy đã xuất hiện với số lượng lớn. Nguồn gốc của chuyện này có thể là từ sự phát triển của thành thị và giao thương buôn bán. Những tư tưởng không chính thống xuất hiện đầu tiên ở các thành thị tại phía Nam nước Pháp và Bắc Italy, và diễn ra ở một tầm cỡ mà Giáo hội chưa từng thấy trước đây. Để đối phó lại chuyện này, Giáo hội tiêu diệt một vài khuynh hướng (như Cathars) và chấp nhận cũng như là dung hòa những khuynh hướng còn lại (như Thánh Francis).

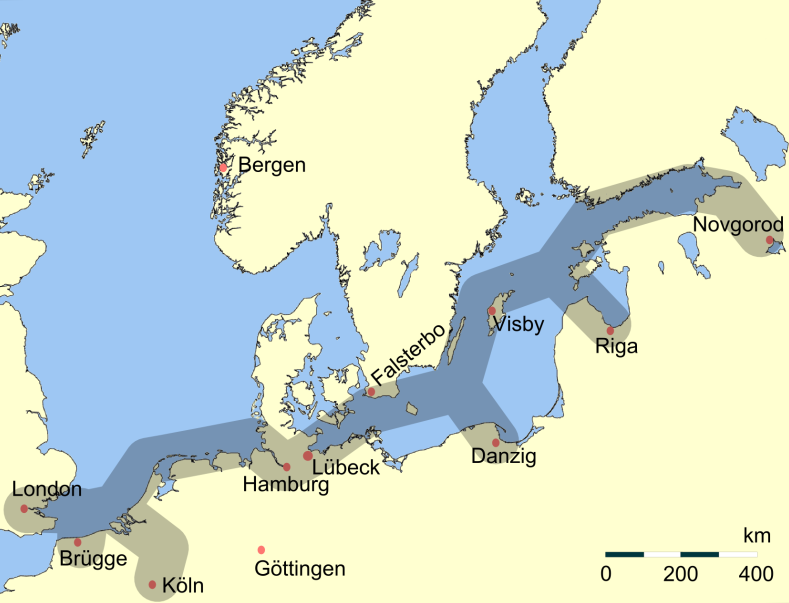
Các tuyến đường thương mại chính của liên minh Hansa.

## Thương mại
Ở Bắc Âu, liên minh Hansa, một liên hiệp các thành phố tự do chuyên buôn bán bằng đường biển, được thành lập vào thế kỷ 12 cùng với sự thành lập thành phố Lübeck. Nhiều thành phố của Đế chế La Mã thần thánh đã trở thành thành viên của liên minh, bao gồm Amsterdam, Köln, Bremen, Hannover và Berlin. Ngoài ra còn một số thành phố khác như Bruges, Gdańsk, Konigsberg, v.v... Liên minh này cũng có những nhà môi giới và cơ xưởng ở Bergen, Na Uy và Novgorod.
Vào cuối thế kỷ 13, một nhà thám hiểm của Venice là Marco Polo đã trở thành một trong những người đầu tiên đi dọc con đường tơ lụa để tới Trung Quốc. Người phương Tây trở nên quan tâm hơn đến vùng Viễn Đông khi đọc những tác phẩm của Polo. Theo gót ông sau đó là nhiều giáo sĩ Công giáo và các nhà thám hiểm khác cũng tiến về phía đông, mở ra những cơ hội mới cho việc buôn bán và trao đổi văn hóa.

## Khoa học và công nghệ
Việc dạy khoa học và triết học trong giai đoạn đầu Trung Cổ được dựa trên một số lượng ít ỏi các bản sao và các bài bình luận của Hy Lạp cổ đại còn sót lại sau sự sụp đổ của Đế chế Tây La Mã. Hầu hết chúng chỉ được giảng dạy bằng tiếng Latinh, vì những hiểu biết về tiếng Hy Lạp là rất giới hạn.
Tình hình này được thay đổi vào thế kỷ 12. Sự phục sinh nền học vấn ở châu Âu được bắt đầu với sự thành lập các trường đại học thời Trung Cổ. Việc tiếp xúc với Đế chế Byzantine và thế giới Hồi giáo trong những cuộc Thập tự chinh và Reconquista đã giúp châu Âu tiếp cận được với các kiến thức khoa học bằng tiếng Ả Rập và Hy Lạp, bao gồm cả những công trình của Aristotle, Alhazen, và Averroes. Qua việc dịch và truyền bá các tác phẩm này, các trường đại học châu Âu đã dọn đường cho cộng đồng khoa học phát triển.

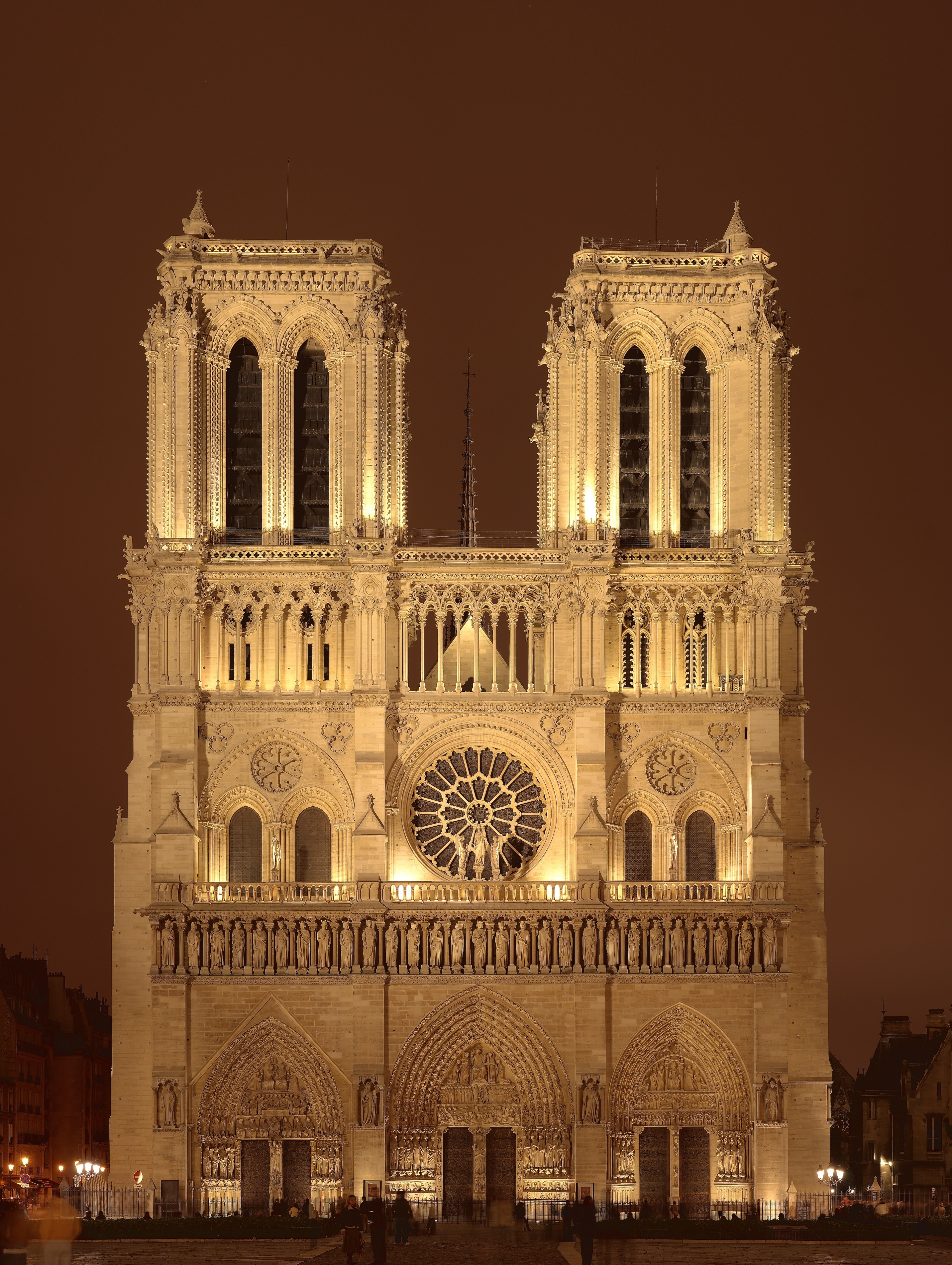
Nhà thờ Đức Bà Paris.

Tới đầu thế kỷ 13. hầu như tất cả các công trình học thuật của các tác giả cổ đại đã được dịch ra tiếng Latinh với độ chính xác cao, giúp thuận tiện cho việc dạy và học bằng lời ở các đại học và tu viện. Các nghiên cứu về khoa học tự nhiên trong các công trình này được mở rộng ra bởi các học giả như Robert Grosseteste, Roger Bacon, Albertus Magnus và Duns Scotus. Tiền thân của phương pháp nghiên cứu khoa học hiện đại có thể được thấy trong sự nhấn mạnh của Grosseteste rằng toán học chính là phương thức để thấu hiểu tự nhiên, và trong cách tiếp cận theo chủ nghĩa kinh nghiệm của Bacon.
Thế kỷ 12 và 13 cũng chứng kiến sự ra đời của nhiều phát minh cơ bản và những cải tiến trong cách sản xuất. Những tiến bộ khoa học kỹ thuật tiêu biểu bao gồm cối xay gió, việc in ấn, thuốc súng, mắt kính, đồng hồ và những chiếc tàu tốt hơn. Hai thứ cuối cùng đã giữ một vai trò quan trọng trong những cuộc thám hiểm sau này.

## Nghệ thuật
Nghệ thuật thị giác trong giai đoạn giữa Trung Cổ chủ yếu gồm bốn trường phái lớn: nghệ thuật Roman, nghệ thuật Gothic, nghệ thuật Byzantine, và nghệ thuật Công giáo. Một số trường phái nhỏ hơn là nghệ thuật Anglo-Saxon và nghệ thuật Do Thái. Về mặt kiến trúc, kiến trúc Gothic đã thay thế kiến trúc Roman để thống trị trong thời kỳ này, với công trình tiêu biểu là nhà thờ Đức Bà Paris. Âm nhạc và văn học trong giai đoạn giữa Trung Cổ chịu ảnh hưởng bởi nhiều yếu tố văn hóa khác nhau, đáng kể nhất là những tư tưởng của đạo Thiên chúa.

## Bảng biên niên sử
- 962 — Otto I được gia miện thành Hoàng đế La Mã thần thánh.
- 1003 — Giáo hoàng Sylvester II qua đời
- 1018 — Đế chế Bulgaria đầu tiên bị Byzantine chinh phục.
- 1027 — Conrad II lên kế vị hoàng đế cuối cùng của dòng Otto.
- 1054 — Ly giáo Đông - Tây
- 1066 — Trận Hastings
- 1066-1067 Bayeux Tapestry
- 1073-1085 — Giáo hoàng Gregory VII
- 1071 — Trận Manzikert
- 1077 — Sự kiện Canossa
- 1086 — Sách Domesday
- 1086 — Trận az-Zallaqah
- 1088 — Thành lập Đại học Bologna
- 1091 — Trận Levounion
- 1096-1099 — Cuộc thập tự chinh thứ nhất
- 1123 — Hội nghị Lateran đầu tiên
- 1139 — Hội nghị Lateran thứ hai
- 1145-1149 — Cuộc Thập tự chinh thứ hai
- 1147 — Cuộc Thập tự chinh Wendish
- ca. 1150 — Thành lập Đại học Paris
- 1155-1190 — Frederick I Barbarossa
- 1158 — Thành lập liên minh Hansa
- 1167 — Thành lập Đại học Oxford
- 1185 — Đế chế Bulgaria thứ hai ra đời.
- 1189-1192 — Cuộc Thập tự chinh thứ ba
- 1200–1204 — Cuộc Thập tự chinh thứ tư
- 1205 — Trận Adrianople
- 1209 — Thành lập Đại học Cambridge
- 1209-1229 — Cuộc Thập tự chinh Albigensian
- 1212 — Trận Las Navas de Tolosa
- 1215 — Magna Carta
- 1216 — Hội Dominican được chấp nhận
- 1215 — Hội nghị Lateran thứ tư
- 1217–1221 — Cuộc Thập tự chinh thứ năm
- 1218 — Thành lập Đại học Salamanca
- 1220-1250 — Frederick II
- 1222 — Thành lập Đại học Padua
- 1223 — Thành lập Hội Franciscan
- 1228–1229 — Cuộc Thập tự chinh thứ sáu
- 1230 — Cuộc Thập tự chinh Prussia
- 1230 — Trận Klokotnitsa
- 1237-1240 — Mông Cổ xâm lược Rus
- 1241-1242 — Mông Cổ xâm lược châu Âu
- 1241 — Trận Legnica
- 1242 — Trận chiến trên băng
- 1248–1254 — Cuộc Thập tự chinh thứ bảy
- 1257 — Thành lập Đại học Sorbonne
- 1261 — Đế chế Byzantine tái chiếm Constantinople.
- 1274 — Thomas Aquinas qua đời; Summa Theologiae được xuất bản
- 1280 — Albertus Magnus qua đời
- 1291 — Acre, tiền đồn cuối cùng của châu Âu ở Trung Đông, thất thủ.
- 1299 — Osman I thành lập Đế chế Ottoman.
- 1321 — Dante Alighieri qua đời